# کانموری (سرپوش)

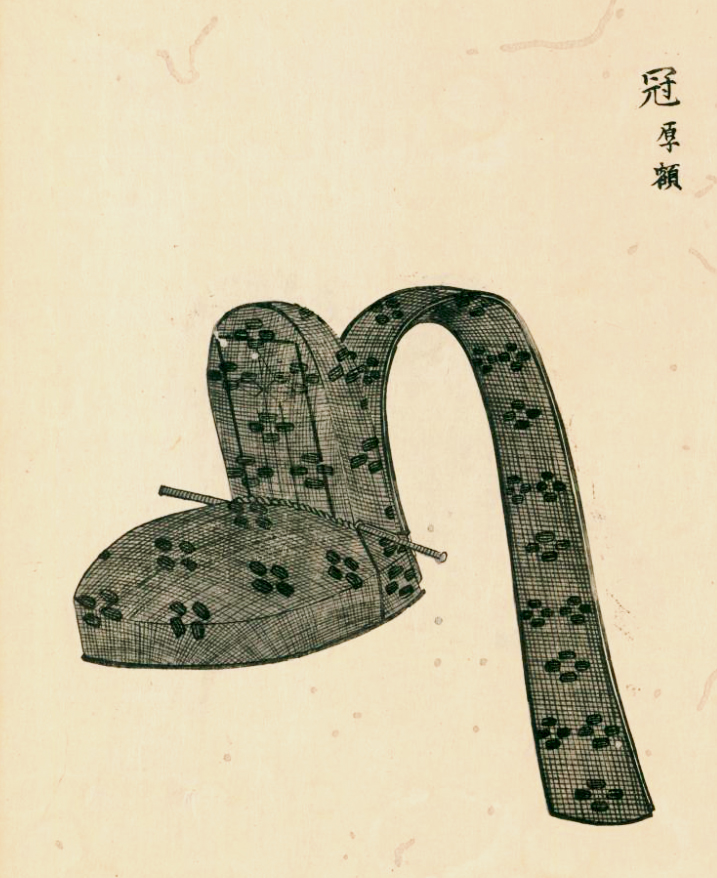

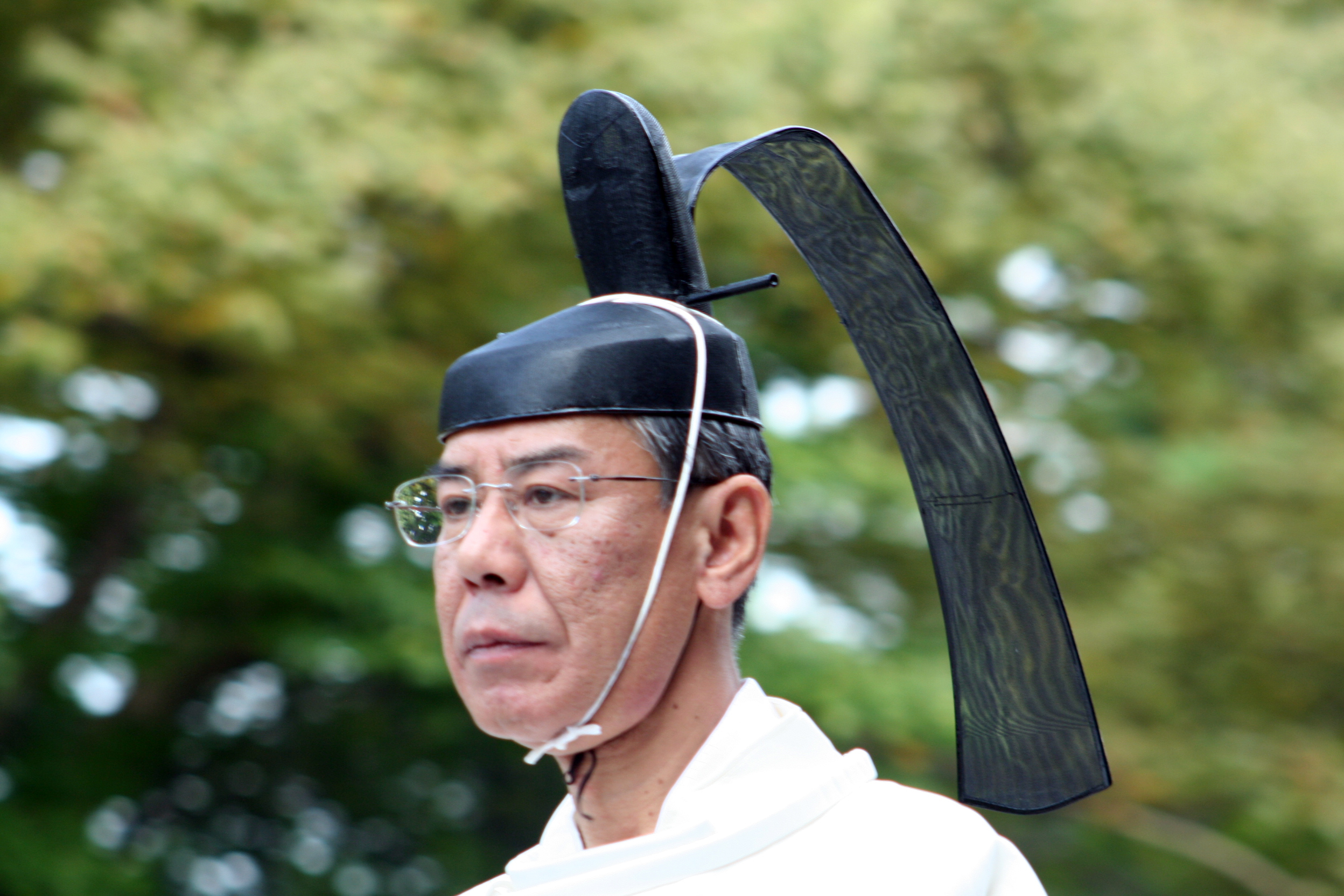
پوشیدن کانموری در جیدای ماتسوری

کانموری (به ژاپنی: 冠 Kanmuri)، نوعی لباس برای پوشاندن سر توسط مردان بالغ از طبقه اشراف (کوگه) و بوکه (طبقه سامورایی) در ژاپن بود که عموماً از ابریشم نازک سیاه و سفت شده با لاک ساخته می‌شد. همچنین نوعی تاج فلزی به نام رایکان نیز وجود دارد که امپراتور ژاپن فقط در مراسم تاجگذاری و مراسم چوگا (مراسم تبریک سال نو) بر سر می‌گذاشت.